# Rudolph Helmkampf
Carl Friedrich Rudolph Helmkampf (* 2. Oktober 1824 in Keula; † 6. Mai 1892 in Erfurt) war ein deutscher Richter und Politiker.

## Leben
Helmkampf war ein Sohn des Regierungsadvokaten Christian Friedrich Helmkampf und dessen Ehefrau Friedericke Amalie geb. Heubel. Er war evangelisch-lutherischer Konfession und heiratete am 28. August 1851 in Gehren Sophie Ernestine Caroline (Lina) Wunderlich (* 24. Juni 1825 in Gehren; † 17. März 1886 in Erfurt), die Tochter des Fürstlichen Amtmanns August Eduard Wunderlich. Wilhelm Helmkampf war ein Onkel.
Helmkampf studierte Rechtswissenschaft an der Universität Göttingen und legte 1846 das juristische Staatsexamen (Zensur: 1b) in Arnstadt ab.
Rudolph Helmkampf war, wie sein Bruder Max, von Beginn seines Studiums an Mitglied der Landsmannschaft Saxonia in Göttingen. Beide wirkten mit bei der Umwandlung in das Corps Saxonia Göttingen am 28. Juli 1844; Max wurde am 5. Juli 1846 Ehrenmitglied der Saxonia.
Zum 1. Juli 1850 wurde Helmkampf Aktuar beim Justizamt Sondershausen für den Landbezirk; zum 1. Januar 1853 wurde er zum 1. Aktuar (Amtskommissär) beim Justizamt Ebeleben befördert. Im September 1858 wurde er 1. Aktuar beim Justizamt Arnstadt und am 1. Januar 1859 Justizamtmann in Gehren.  Am 1. Oktober 1868 wechselte er als Justizamtmann nach Greußen und wurde am 1. April 1875 Kreisgerichtsdirektor am Kreisgericht Sondershausen. Als aufgrund der Reichsjustizgesetze am 1. Oktober 1879 das Landgericht Erfurt errichtet wurde, besetzte er als Landgerichtsdirektor eine von zwei Direktorenstellen des Gerichts. Bei seinem krankheitsbedingten Ausscheiden aus dem Justizdienst im Frühjahr 1892 war er der dienstältere von zwei Landgerichtsdirektoren. Er starb am 6. Mai 1892 in Erfurt.

## Politik
Bei der Gemeinderatswahl 1850 wurde Helmkampf Mitglied des Gemeinderats von Sondershausen. Er verlor diese Tätigkeit durch Auslosung Ende 1851.
Bei den Wahlen zum Landtag des Fürstentums Schwarzburg-Sondershausen 1872 (Wahlperiode 1872‒1875) wurde Helmkampf in den Allgemeinen Wahlen indirekt (durch Wahlmänner) zum Abgeordneten für den ehemaligen Verwaltungsbezirk Greußen gewählt. 1874 musste er zunächst wegen einer Gehaltserhöhung ausscheiden, wurde aber bei der Nachwahl am 4. Juni wiedergewählt. In der Wahlperiode 1876‒1879 wurde nach dem Tod des Abgeordneten Theodor Dorl 1877 eine Nachwahl der Höchstbesteuerten der Unterherrschaft nötig, bei der Helmkampf die Mehrheit erhielt. Dieses Mandat erlosch durch Helmkampfs Umzug nach Erfurt am 1. Oktober 1879.
Helmkampf war 1873/74 gemeinsam mit Reinhold Bärwinkel, Bruno Huschke, Ernst Kiesewetter, Ludwig Thomas und Hermann Tittelbach Mitglied im Wahlkomitee zur Unterstützung des nationalliberalen Kandidaten Hermann Friedrich Valentin im Reichstagswahlkreis Fürstentum Schwarzburg-Sondershausen.
Helmkampf wurde am 14. Juni 1871 mit dem Titel Justizrat, 1876 mit dem Fürstlichen Ehrenkreuz III. Klasse und 1879 mit dem Ritterkreuz I. Klasse des Großherzoglich Sachsen-Weimar-Eisenachischen Hausordens der Wachsamkeit oder vom weißen Falken ausgezeichnet.

## Nachweise
1. ↑  Eingeschrieben am 28. April 1842 als „Carl Fr. Rud. Helmkampf“ mit Zeugnis von Sondershausen, Vater: Regierungsadvocat zu Holzthalleben (Matrikel 1837–1900, S. 56); letztmals im Verzeichniß der Studirenden im Wintersemester 1844/45, S. 14.
2. ↑  Eingeschrieben am 11. Mai 1843 als „Erwin Friedrich Maximilian Helmkampf“ (Matrikel 1837–1900, S. 69).
3. ↑  Groeben 2006, S. 1 und 226.
4. ↑  Fürstlich Schwarzb. Regierungs- und Intelligenz-Blatt vom 22. Juni 1850, S. 262, und vom 4. Dezember 1852, S. 427.
5. ↑  Fürstlich Schwarzb. Regierungs- und Intelligenz-Blatt vom 11. September 1858, S. 391, und vom 1. Januar 1859, S. 1.
6. ↑  Der Deutsche. Sondershäuser Zeitung vom 6. Oktober 1868, S. 947.
7. ↑  Regierungs- und Nachrichtsblatt für das Fürstenthum Schwarzburg-Sondershausen vom 4. März 1875, S. 105.
8. ↑  Regierungs- und Nachrichtsblatt für das Fürstenthum Schwarzburg-Sondershausen vom 27. September 1879, S. 461
9. ↑  Adreßbuch der Stadt Erfurt für 1880 u. 81, S. 13.
10. ↑  Adreßbuch der Stadt Erfurt für 1892, S. 18. Beide Direktorenstellen waren mit dem Titel Landgerichts-Direktor verbunden (Adressbuch 1880, S. 78; 1892, S. 257).
11. ↑  Todesnachricht in Der Deutsche. Zeitung für Thüringen und den Harz vom 10. Mai 1892, 2. bis 3. Seite.
12. ↑  nach der neuen Gemeindeordnung vom 15. April 1850 (Gesetz-Sammlung für das Fürstenthum Schwarzburg-Sondershausen, Nr. 28).
13. ↑  durch eine Ergänzungswahl, vgl. Fürstlich Schwarzb. Regierungs- und Intelligenz-Blatt vom 3. August und 7. September 1850, S. 327 und 376.
14. ↑  Fürstlich Schwarzb. Regierungs- und Intelligenz-Blatt vom 15. November 1851, S. 348.
15. ↑  Der Deutsche. Sondershäuser Zeitung vom 8. Juni 1872, S. 522.
16. ↑  Der Deutsche. Zeitung für Thüringen und den Harz vom 3. Juni 1874, Nr. 127, und vom 5. Juni, Nr. 129.
17. ↑  Landtagsprotokoll vom 26. November 1877, S. 58.
18. ↑  Landtagsprotokoll vom 8. Dezember 1879, S. 150.
19. ↑  Der Deutsche. Zeitung für Thüringen und den Harz 1873 Nr. 297.
20. ↑  Der Deutsche. Sondershäuser Zeitung vom 24. Juni 1871, S. 587.
21. ↑  Regierungs- und Nachrichtsblatt für das Fürstenthum Schwarzburg-Sondershausen vom 21. September 1876, S. 453.
22. ↑  Regierungs- und Nachrichtsblatt für das Fürstenthum Schwarzburg-Sondershausen vom 2. Oktober 1879, S. 469.

| Personendaten    | Personendaten                     |
| ---------------- | --------------------------------- |
| NAME             | Helmkampf, Rudolph                |
| ALTERNATIVNAMEN  | Helmkampf, Carl Friedrich Rudolph |
| KURZBESCHREIBUNG | deutscher Richter und Politiker   |
| GEBURTSDATUM     | 2. Oktober 1824                   |
| GEBURTSORT       | Keula (Helbedündorf)              |
| STERBEDATUM      | 6. Mai 1892                       |
| STERBEORT        | Erfurt                            |